# Харланиха-1
Харланиха-1 — деревня в Волоколамском районе Московской области России.
Относится к Теряевскому сельскому поселению, до муниципальной реформы 2006 года относилась к Теряевскому сельскому округу. Население — 17 чел. (2010).

## География
Деревня Харланиха-1 расположена на правом берегу реки Большой Сестры (бассейн Иваньковского водохранилища), примерно в 19 км к северу от центра города Волоколамска. В деревне две улицы — Лесная и Набережная. Ближайшие населённые пункты — деревни Харланиха-2 и Малое Стромилово.

## Население
| 1852 | 1859 | 1890 | 1899 | 1926 | 2002 |
| ---- | ---- | ---- | ---- | ---- | ---- |
| 300  | ↗360 | ↘292 | ↘161 | ↗293 | ↘16  |
| 2006 | 2010 |      |      |      |      |
| ↘13  | ↗17  |      |      |      |      |

## История
В «Списке населённых мест» 1862 года Харланиха — владельческая деревня 2-го стана Клинского уезда Московской губернии по правую сторону Волоколамского тракта, в 49 верстах от уездного города, при реке Сестре, с 19 дворами и 360 жителями (171 мужчина, 189 женщин).
По данным на 1890 год входила в состав Калеевской волости Клинского уезда, число душ составляло 292 человека.
В 1913 году — 42 двора, 5 бумаго-ткацких фабрик.
В 1917 году Калеевская волость была передана в Волоколамский уезд.
По материалам Всесоюзной переписи населения 1926 года — центр Харланихского сельсовета Калеевской волости Волоколамского уезда, проживало 293 жителя (122 мужчины, 171 женщина), насчитывалось 58 хозяйств.
С 1929 года — населённый пункт в составе Волоколамского района Московской области.